# 黒沢咲
黒沢 咲（くろさわ さき、10月6日 - 、本名非公開、年齢非公開）は、競技麻雀のプロ雀士。北海道札幌市生まれ、東京都世田谷区出身。上智大学理工学部化学科卒業。日本プロ麻雀連盟（現在、同団体内での段位は七段）、TEAM RAIDEN/雷電所属。キャッチフレーズは「強気のヴィーナス」、愛称は「セレブ」、「お嬢」。

## 略歴
大学卒業後は、人事コンサルティングの会社に勤務。この時から麻雀が趣味で、最終面接では麻雀の魅力について語っていたほどだった。しかし、プロ雀士とは全く縁のない生活を送っていた。ある日、行きつけの雀荘で働いていた二階堂姉妹の父にプロ入りを勧められる。さらに数か月後、『近代麻雀』に掲載されたプロ雀士の試験募集要項をたまたま目にしたことで、迷いながらもプロ入りを決意する。
当初は会社員とプロ雀士の二足のわらじを履いていたが、多忙を理由に勤務先を依願退職し、麻雀プロ一本で頑張ることを決意する。
2018年に行われたMリーグドラフト会議にて、TEAM RAIDEN/雷電から3位指名を受ける。
2019年9月30日、Mリーグの今季2戦目で1着を取った後のインタビューで結婚を発表した。
同年、第36期鳳凰戦A2リーグの第10節終了時点で3位に位置し、昇級ボーダーの2位に位置している近藤久春とは78.1ポイント差。昇級するには12月25日に行われる最終節の上位4名によるD卓でこのポイント差をひっくり返す必要があった。そして迎えた同日のD卓、3回戦で6万点を超える1人浮きでのトップを獲った黒沢は、トータルポイントでついに近藤を逆転。最終戦も安定した打ち回しでトータル+52.2ポイントの卓内トップを獲得。近藤が卓内ラス（△59.6ポイント）でトータル3位となる+111.7ポイント、黒沢が同2位の+163.3ポイントとなったため女流3人目となる来期のA1リーグ昇級を同首位で同じMリーガーの佐々木寿人（+195.5ポイント）と共に決めた。なお、A1リーグにいた同じ女流の和久津晶は今期が△183.3ポイントの11位で最下位の前原雄大（△206.6ポイント）と共に来期A2リーグに降級したため、連盟史上初となるA1リーグに2人の女流がいる状態とはならなかった。なお、女性雀士として順位戦の最高位に昇級するのは、浦田和子（元連盟）・崎見百合（プロ協会）・山口まや（最高位戦）・和久津晶に次いで5人目。
2020年2月7日、Mリーグの2戦目で1着を取った後のインタビューで懐妊を発表、7月2日に帝王切開により女児が誕生したことを報告した。なお、産休によりA1リーグで戦う予定であった第37期鳳凰戦は休場している。復帰戦となったテレビ対局「麻雀最強戦2020 タイトルホルダー vs Mリーガー 最強の女流決戦」では、僅差の点数状況を守り抜き優勝し、自身初めてとなる最強戦ファイナル出場権を得た。
2021年、A1リーグ2位で女流雀士として初めて鳳凰位決定戦に進出、惜しくも4位となる。
2022年5月29日、「麻雀最強戦2022 ミスター麻雀カップ」を東四局の親で5万点超えのトップとなると、南場も譲らず6万点超えの危なげない成績で完勝し、自身二度目の最強戦ファイナル出場を決めた。
2022年11月7日、Mリーグの1戦目に出場。南3局終了時点では34300点の2着目だったが、南4局の親番で7回の和了により112700点の1着を獲得。Mリーグ史上最高得点をはじめ、1試合における局数、対局時間など数々の記録を更新した。

## 人物
- 「黒沢咲」は本名ではなくいわゆる雀ネーム。命名者は宮内こずえ。
- 低い打点に目もくれず高い打点を目指す戦法から「セレブ雀士」と呼ばれることもある[9][10]。
- 夫とはジンギスカンの食べ放題パーティーで知り合った。なお当初は遠距離恋愛（黒沢が東京の実家[11]、夫が遠方）であり、結婚と同時に東京で暮らしている[12]。
- 現在は妹とともにポーセラーツ(陶器などの絵付け)のサロンをオープンし、講師を務めているという[13]
- 父親は実業家。そのため実家も都内の9LDKという豪邸であり、過去にはABEMA『熱闘!Mリーグ』の企画で実家を公開している[14]。ちなみに父親について「某ホテルの社長」という噂が立ったこともあるが、これについては「同姓同名の別人」とのこと[14]。
- 料理の腕前が高い。小学生の頃にお菓子作りを始め、中学生の頃には北海道の親戚から届く一匹丸々の大きな鮭を母の代わりに捌いていた。その後は料理教室で中華料理などを学んだとインタビューで答えている。また食べることも大好きで、多井隆晴からも「食べてる時だけ幸せそう」と言われるほど。
- 行き先と逆方向の電車に乗ってしまったり、財布を家に忘れた事に気付かないままエントリー費が必要なタイトル戦の対局場に来てしまったりするなどおっちょこちょいなエピソードが多々ある。ちなみに財布を忘れた場合は主にHIRO柴田にお金を借りている。

## 獲得タイトル
- プロクイーン (第6期・第7期)

## 主な戦績
- 第6回 麻雀さんクイーンカップ 優勝
- 第9回 麻雀さんクイーンカップ 優勝
- 第12回 麻雀さんクイーンカップ 優勝
- 第4回 リーチ麻雀世界選手権 4位

## Mリーグ成績
| シーズン | チーム           | 半荘 | 個人スコア | 個人スコア | 個人スコア | 最高スコア | 最高スコア | 4着回避率 | 4着回避率 | 連対率 | トップ率 | 平均 着順 | 1着 | 1.5 | 2着 | 2.5 | 3着 | 3.5 | 4着 | 参照   |
| シーズン | チーム           | 半荘 | Pt         | 順位       | 平均       | 点         | 順位       | 率        | 順位      | 連対率 | トップ率 | 平均 着順 | 1着 | 1.5 | 2着 | 2.5 | 3着 | 3.5 | 4着 | 参照   |
| -------- | ---------------- | ---- | ---------- | ---------- | ---------- | ---------- | ---------- | --------- | --------- | ------ | -------- | --------- | --- | --- | --- | --- | --- | --- | --- | ------ |
| 2018-19  | TEAM RAIDEN/雷電 | 22   | 116.9      | 7/21       | 5.3        | 59,200     | ――         | 0.77      | 10/21     | 59.1%  | 27.3%    | 2.36      | 6   | 0   | 7   | 0   | 4   | 0   | 5   | [ 15 ] |
| 2019-20  | TEAM RAIDEN/雷電 | 28   | 150.5      | 8/29       | 5.4        | 80,600     | 4/29       | 0.7143    | 18T/29    | 50.0%  | 32.1%    | 2.46      | 9   | 0   | 5   | 0   | 6   | 0   | 8   | [ 16 ] |
| 2020-21  | TEAM RAIDEN/雷電 | 31   | 193.3      | 7/30       | 6.2        | 81,300     | 3/30       | 0.8065    | 9/30      | 51.6%  | 32.3%    | 2.35      | 10  | 0   | 6   | 0   | 9   | 0   | 6   | [ 17 ] |
| 2021-22  | TEAM RAIDEN/雷電 | 23   | ▲148.8     | 23/32      | ▲6.5       | 53,500     | 22/32      | 0.6087    | 29/32     | 47.8%  | 26.1%    | 2.65      | 6   | 0   | 5   | 0   | 3   | 0   | 9   | [ 18 ] |
| 2022-23  | TEAM RAIDEN/雷電 | 23   | ▲9.2       | 16/32      | ▲0.4       | 112,700    | 1/32       | 0.7826    | 11T/32    | 34.8%  | 26.1%    | 2.61      | 6   | 0   | 2   | 0   | 10  | 0   | 5   | [ 19 ] |
| 2023-24  | TEAM RAIDEN/雷電 | 22   | ▲215.0     | 33/36      | ▲9.8       | 49,400     | 29/36      | 0.7273    | 23/36     | 45.5%  | 13.6%    | 2.68      | 3   | 0   | 7   | 0   | 6   | 0   | 6   | [ 20 ] |
| 2024-25  | TEAM RAIDEN/雷電 | 20   | 99.4       | 14/36      | 5.0        | 52,400     | 25/36      | 0.7000    | 22/36     | 55.0%  | 35.0%    | 2.40      | 7   | 0   | 4   | 0   | 3   | 0   | 6   | [ 21 ] |
| 通算     | 通算             | 169  | 187.1      | 187.1      | 1.1        | 112,700    | 112,700    | 73.4%     | 73.4%     | 49.1%  | 27.8%    | 2.50      | 47  | 0   | 36  | 0   | 41  | 0   | 45  |        |

- 個人賞は規定打荘数（20半荘）以上の選手が対象
- 着順の1.5、2.5、3.5は1着同着、2着同着、3着同着
- 2019年シーズンから最高スコアが表彰対象に

| シーズン               | チーム                 | 半荘                   | 個人スコア             | 個人スコア             | 最高スコア             | 4着回避率              | 連対率                 | トップ率               | 平着                   | 1着                    | 1.5                    | 2着                    | 2.5                    | 3着                    | 3.5                    | 4着                    |                        |
| シーズン               | チーム                 | 半荘                   | Pt                     | 平均                   | 最高スコア             | 4着回避率              | 連対率                 | トップ率               | 平着                   | 1着                    | 1.5                    | 2着                    | 2.5                    | 3着                    | 3.5                    | 4着                    |                        |
| セミファイナルシリーズ | セミファイナルシリーズ | セミファイナルシリーズ | セミファイナルシリーズ | セミファイナルシリーズ | セミファイナルシリーズ | セミファイナルシリーズ | セミファイナルシリーズ | セミファイナルシリーズ | セミファイナルシリーズ | セミファイナルシリーズ | セミファイナルシリーズ | セミファイナルシリーズ | セミファイナルシリーズ | セミファイナルシリーズ | セミファイナルシリーズ | セミファイナルシリーズ | セミファイナルシリーズ |
| ---------------------- | ---------------------- | ---------------------- | ---------------------- | ---------------------- | ---------------------- | ---------------------- | ---------------------- | ---------------------- | ---------------------- | ---------------------- | ---------------------- | ---------------------- | ---------------------- | ---------------------- | ---------------------- | ---------------------- | ---------------------- |
| 2019-20                | TEAM RAIDEN/雷電       | 7                      | 45.7                   | 6.5                    | 39,000                 | 71.4%                  | 42.9%                  | 42.9%                  | 2.43                   | 3                      | 0                      | 0                      | 0                      | 2                      | 0                      | 2                      |                        |
| 2020-21                | TEAM RAIDEN/雷電       | 7                      | ▲31.0                  | ▲4.4                   | 38,500                 | 57.1%                  | 42.9%                  | 42.9%                  | 2.57                   | 3                      | 0                      | 0                      | 0                      | 1                      | 0                      | 3                      |                        |
| 2022-23                | TEAM RAIDEN/雷電       | 6                      | 94.0                   | 15.7                   | 62,700                 | 83.3%                  | 66.7%                  | 33.3%                  | 2.17                   | 2                      | 0                      | 2                      | 0                      | 1                      | 0                      | 1                      |                        |
| 2024-25                | TEAM RAIDEN/雷電       | 5                      | 128.9                  | 25.8                   | 39,600                 | 100%                   | 60.0%                  | 60.0%                  | 1.80                   | 3                      | 0                      | 0                      | 0                      | 2                      | 0                      | 0                      |                        |
| セミファイナル通算     | セミファイナル通算     | 25                     | 237.6                  | 9.5                    | 62,700                 | 76.0%                  | 52.0%                  | 44.0%                  | 2.28                   | 11                     | 0                      | 2                      | 0                      | 6                      | 0                      | 6                      |                        |
| ファイナルシリーズ     |                        |                        |                        |                        |                        |                        |                        |                        |                        |                        |                        |                        |                        |                        |                        |                        |                        |
| 2022-23                | TEAM RAIDEN/雷電       | 4                      | ▲134.1                 | ▲33.5                  | 26,100                 | 50.0%                  | 25.0%                  | 0%                     | 3.25                   | 0                      | 0                      | 1                      | 0                      | 1                      | 0                      | 2                      |                        |
| 2024-25                | TEAM RAIDEN/雷電       | 4                      | ▲97.6                  | ▲24.4                  | 39,800                 | 75.0%                  | 25.0%                  | 0%                     | 3.00                   | 0                      | 0                      | 1                      | 0                      | 2                      | 0                      | 1                      |                        |
| ファイナル通算         | ファイナル通算         | 8                      | ▲231.7                 | ▲29.0                  | 39,800                 | 62.5%                  | 25.0%                  | 0%                     | 3.13                   | 0                      | 0                      | 2                      | 0                      | 3                      | 0                      | 3                      |                        |
| ポストシーズン通算     | ポストシーズン通算     | 32                     | 5.9                    | 0.2                    | 62,700                 | 71.9%                  | 43.8%                  | 34.4%                  | 2.50                   | 11                     | 0                      | 3                      | 0                      | 9                      | 0                      | 9                      |                        |

## 書籍

### 著書
- 渚のリーチ!（2022年2月28日、河出書房新社）ISBN 978-4309030227
- 黒沢咲の鳴かずに勝つ!セレブ麻雀（2022年5月26日、KADOKAWA）ISBN 978-4046057389

### 関連本
- 「Mリーガーの素顔」（2023年12月5日 竹書房）著者:黒木真生 ※佐々木寿人・多井隆晴・滝沢和典・黒沢咲など活躍中のMリーガー14名の素顔を語る。ISBN 978-4801937987

## 作品

### 映画
- 麻雀最強戦 the movie（2022年11月18日公開、マグネタイズ）監督:原澤遊風[22]

## 出演

### テレビ
- モンド21麻雀プロリーグ（MONDO21）
- 女流雀士 プロアマNo.1決定戦 てんパイクイーン（2016年 - 、テレ朝チャンネル2）シーズン2、7に出場
- 王様のブランチ（2022年3月12日、TBSテレビ）

### CM
- 大和証券グループ（2022年、Web限定）[23] - 2020年2月、Mリーグ2019・83日目第2戦にて四暗刻単騎をアガった[24]ときの映像がベース。